# La Cua de Palla

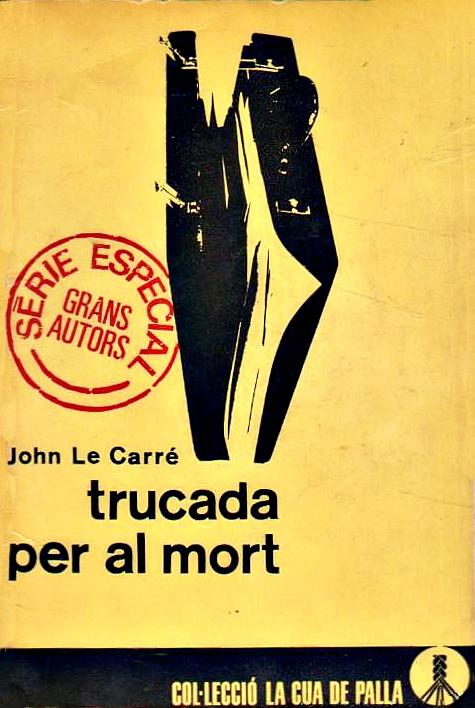
La característica portada en groc i negre de La Cua de Palla.

La Cua de Palla va ser una col·lecció de novel·la policíaca creada per Edicions 62 i dirigida per l'escriptor català Manuel de Pedrolo i Molina, amb un característic disseny groc i negre de les cobertes de Jordi Fornas. Va publicar 71 títols entre 1963 i 1969. Al 1981 se'n publicà una selecció d'una quarantena de títols de la col·lecció, i al 1985, amb la incorporació de Xavier Coma com a director, fou rellançada amb el nom de Seleccions de la Cua de Palla, i s'hi publicaren 150 títols, amb una especial preferència per la novel·la negra nord-americana. Hi destaquen tres llibres de referència, del mateix director X. Coma, com foren Diccionari de la novel·la negra nord-americana (núm. 50 de Seleccions de La Cua de Palla), Diccionari del cinema negre (núm. 100) i Temes i autors de la novel·la negra: de la Série Noire a La Cua de Palla (núm. 150).
Va ser una de les primeres col·leccions d'Edicions 62, que havia nascut un any abans amb la publicació de Nosaltres, els valencians, de Joan Fuster. El nom de la col·lecció el va escollir el mateix Pedrolo. Amb aquesta col·lecció, Manuel de Pedrolo pretenia normalitzar el català amb la traducció de títols de novel·la negra que només podien llegir-se en anglès o francès. A banda d'una majoria de traduccions, d'autors com Dashiell Hammett, Georges Simenon, Patricia Highsmith i John Le Carré, van aparèixer-hi també títols catalans, com Joc brut i Mossegar-se la cua, del mateix Pedrolo, i l'Home que tenia raó, d'Andreu Martín.
La col·lecció va comptar amb traductors com Maria Aurèlia Capmany, Ramon Folch i Camarasa, Josep Vallverdú, Joaquim Carbó, Rafael Tasis, Maurici Serrahima, Joan Oliver i el mateix Pedrolo.
Sota la direcció de Xavi Coma, la col·lecció va editar 164 títols entre 1983 i 1995 d'autors nord-americans clàssics, molts d'ells traduïts per primera vegada al català i que no tenien tampoc traducció castellana.
Després de Coma, la col·lecció va continuar entre 1996 i 1997 amb la publicació de vuit títols més. El 2006 Edicions 62 en va intentar el rellançament, però La Nova Cua de Palla només va publicar dos títols. El 2009, com a Labutxaca/Cua de Palla, quatre més.